# فهرست گونه‌های پرندگان پیشاتاریخ کواترنر پسین

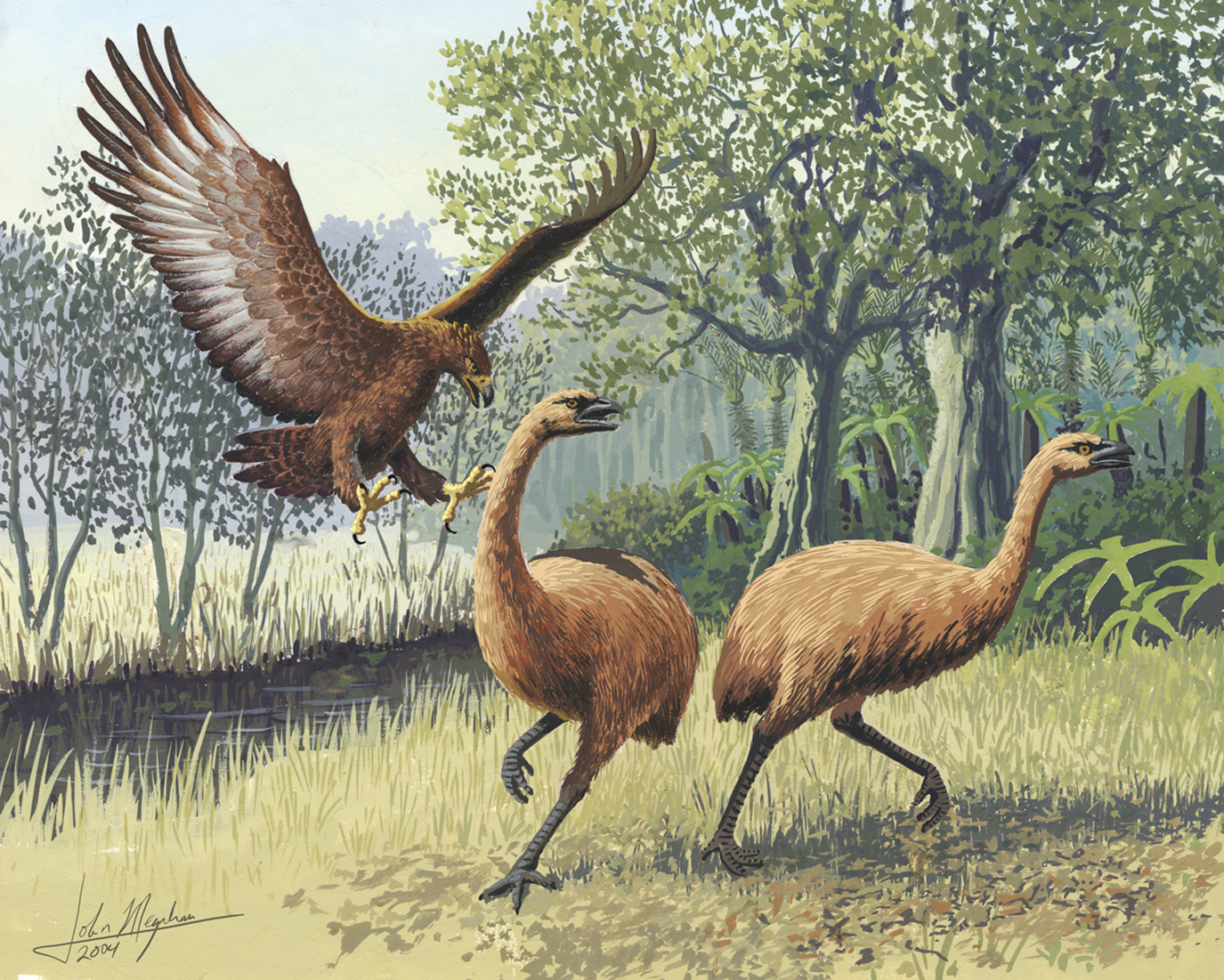
اجرای هنرمندانه از حمله عقاب هاست به دو غول‌شترمرغ جزیره جنوبی

پرندگان پیشاتاریخ کواترنر پسین، گونه‌های پرندگانی هستند که در اواخر کواترنر - پلیستوسن پسین یا هولوسن پیشین - و پیش از تاریخ ثبت‌شده، به‌ویژه پیش از اینکه بتوان آنها را زنده توسط علم پرنده‌شناسی مطالعه کرد، منقرض شدند.. آنها پیش از دوره اکتشاف علمی جهانی که در پایان سدهٔ پانزدهم آغاز شد، از بین رفته بودند. به عبارت دیگر، این فهرست مربوط به انقراض پرندگان بین ۴۰۰۰۰ سال پیش از میلاد تا ۱۵۰۰ پس از میلاد است. برای اهداف این مقاله، " پرنده " هر عضوی از تبارشاخهٔ Neornithes، یعنی هر یک از نوادگان جدیدترین نیای مشترک همه پرندگان کنونی است.
پرندگان از بقایای آنها که زیرفسیلی هستند شناخته می‌شوند. از آنجایی که بقایای آن‌ها کاملاً فسیل نشده‌اند، ممکن است مواد آلی برای آنالیزهای مولکولی تولید کنند تا سرنخ‌های بیشتری برای حل وابستگی‌های طبقه‌بندی آن‌ها ارائه کنند. برخی از پرندگان نیز از حافظه عامیانه شناخته شده‌اند، مانند مورد عقاب هاست در نیوزیلند.
گونه‌های پرندگان منقرض‌شده به دلیل بزرگتر بودن جثه، عمدتاً محدود به جزایر و اغلب بدون پرواز با پرندگان موجود تفاوت داشتند. این عوامل آنها را به‌ویژه در برابر تعقیب انسانی و دیگر کاهش‌های مرتبط با انسان‌شناسی آسیب‌پذیر می‌کرد.